# Świątynia Sybilli w Warszawie
Świątynia Sybilli, pierwotnie Świątynia Grecka, później nazywana Świątynią Diany – pawilon w Łazienkach Królewskich w Warszawie.

## Historia
Budynek wzniesiono po tym, jak Maria Teresa z Poniatowskich Tyszkiewiczowa sprzedała Łazienki carowi Aleksandrowi I. W przyłączonej do Ogrodu Belwederskiego części Łazienek wzniesiono wtedy trzy pawilony: Oranżerię Gotycką, Świątynię Egipską i Świątynię Grecką.
Świątynia Grecka została zbudowana ok. 1822 prawdopodobnie według projektu Jakuba Kubickiego. Znajduje się na tyłach Belwederu, nad sadzawką. Architekt wzorował się na starożytnych budynkach greckich. Ten typ budowli wprowadzano najczęściej, aby zdobić parki krajobrazowe w drugiej połowie XVIII i początkach XIX w. Świątynię Sybilli wzniesiono jako typowy obiekt ogrodowy (odpowiednik współczesnych altanek), wykorzystywany jako miejsce spotkań, małych towarzyskich podwieczorków.
Pawilon jest wykonany całkowicie z drewna. Jest to niewielki budynek zaprojektowany według tradycyjnego schematu antycznej świątyni-na planie prostokąta (megaronu), otoczony pojedynczą jońską kolumnadą (perypter) z czterokolumnowym portykiem. Po jego obu stronach ustawiono dwa żeliwne lwy stylizowane na egipskie sfinksy. We wnętrzu znajduje się salka oświetlona umieszczonymi w ścianach bocznych prostokątnymi oknami. Wewnętrzne ściany ozdobione są oryginalną polichromią o motywach kwiatów i owoców (nawiązanie do patronki Diany, bogini m.in. łowów i przyrody) autorstwa Adama Byczkowskiego.
Współcześnie w budynku są urządzane okolicznościowe wystawy.
W maju 2013 przy budynku odsłonięto artystyczną kopię Omfalosa ze świątyni w Delfach – rzeźbę wykonaną przez grecką rzeźbiarkę Christinę Papageorgiou.

## Galeria

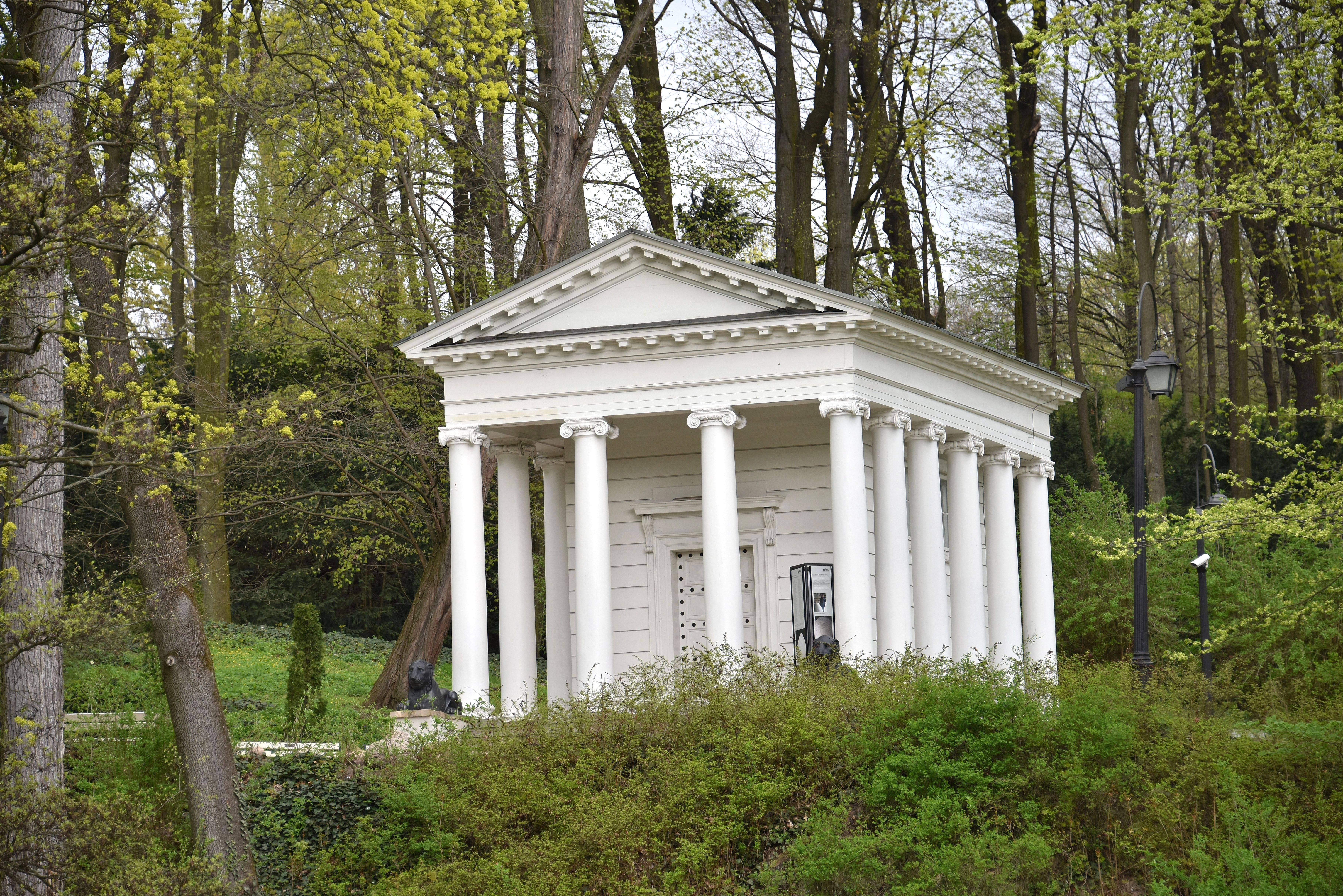
Świątynia Sybilli i jej otoczenie od strony południowej...
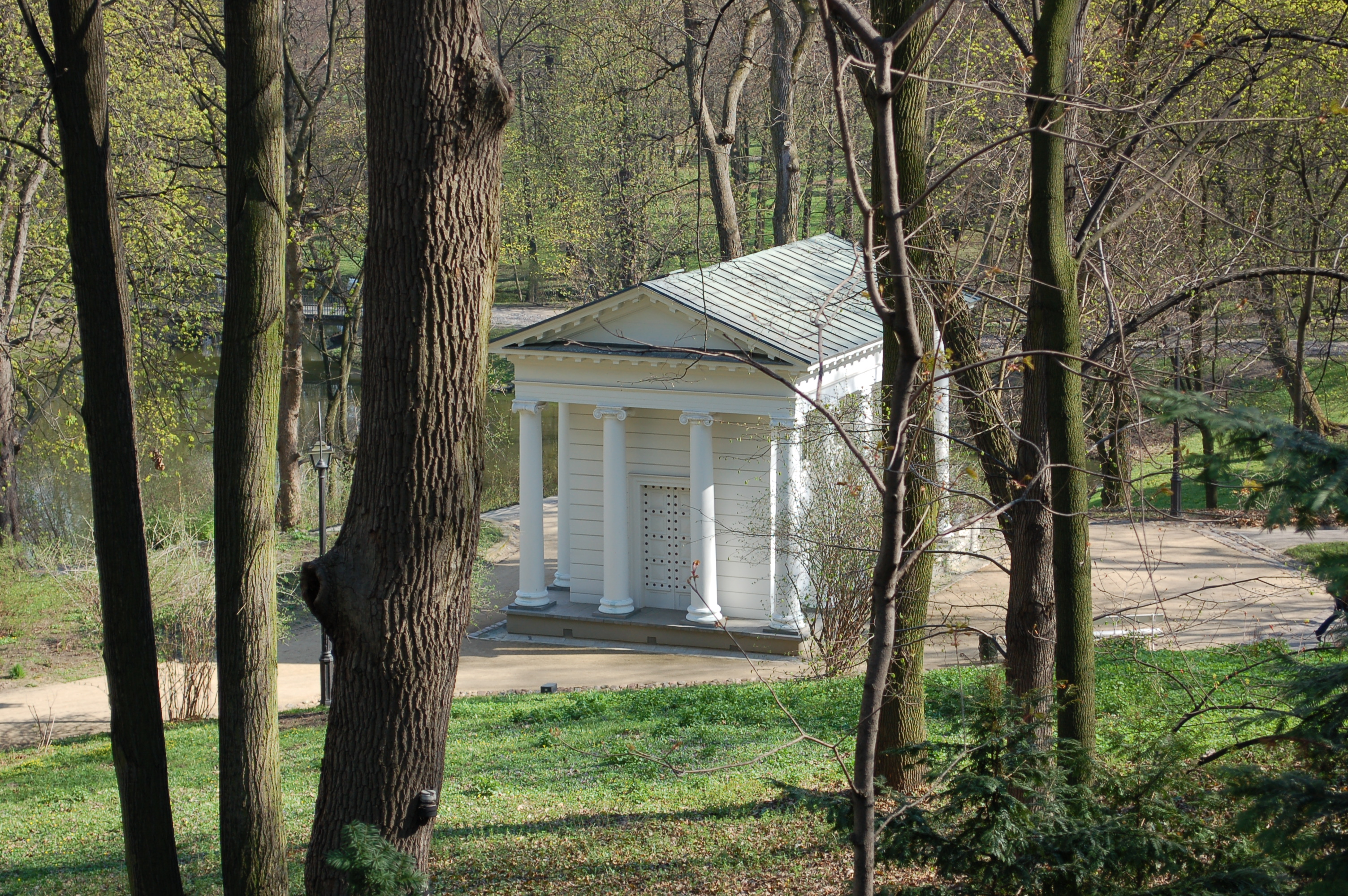
... i północnej
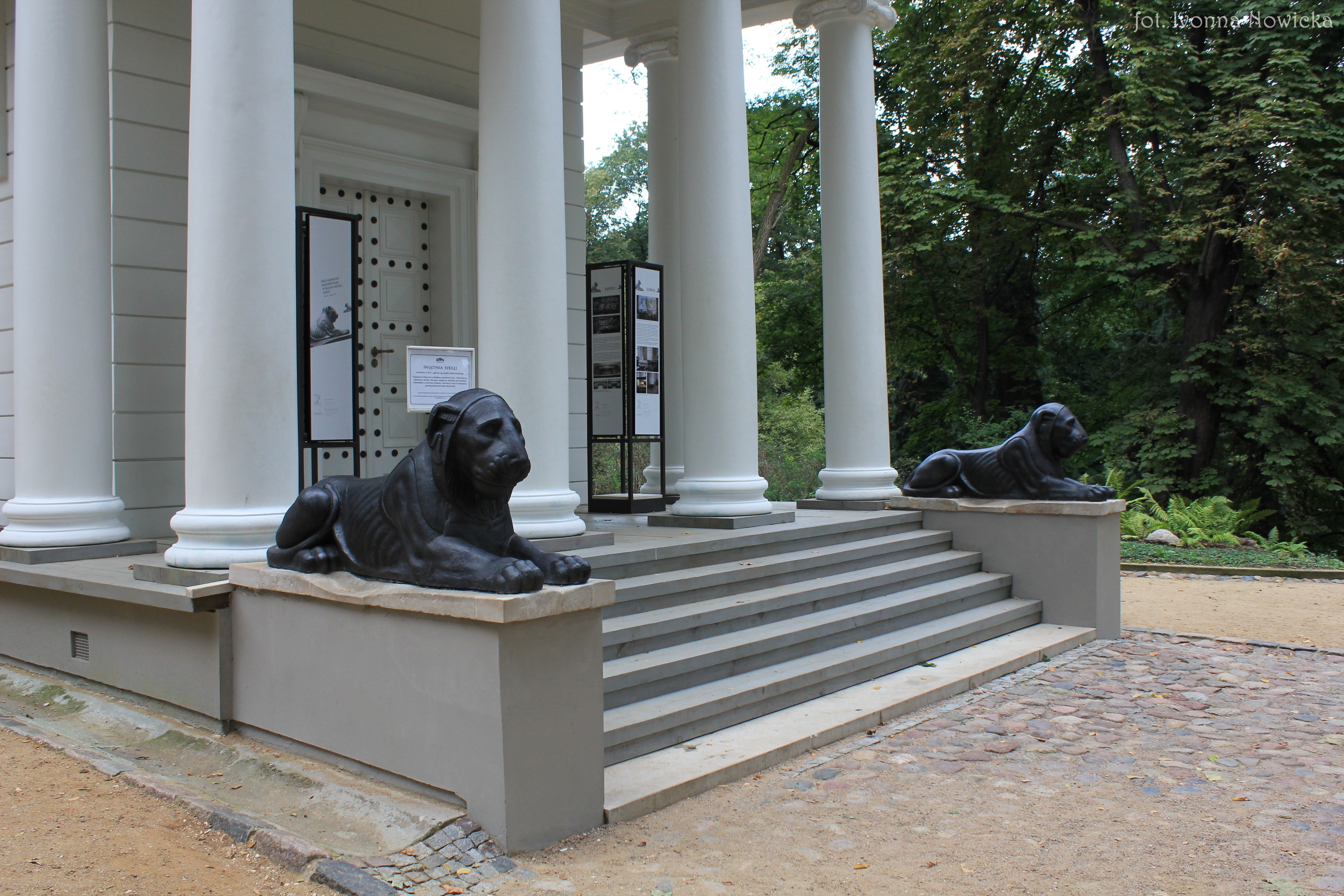
Żeliwne lwy przy wejściu do budynku
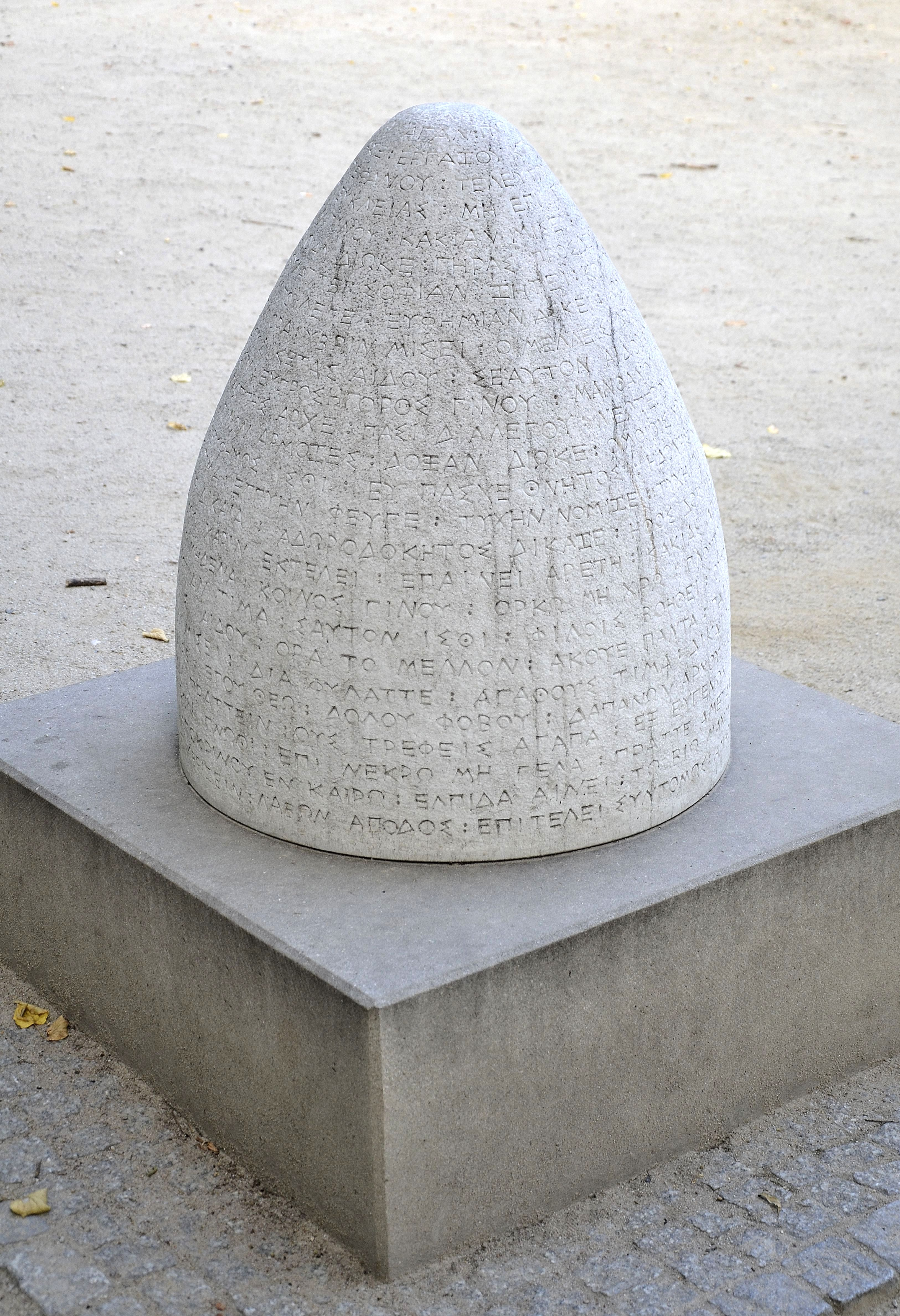
Omfalos